# 파트리크 보쇼
파트리크 보쇼(Patrick Bauchau, 1938년 12월 6일 ~ )는 벨기에의 배우이다.

## 출연 작품
- 언컨셔스